# ويلميت (إلينوي)
ويلميت (بالإنجليزية: Wilmette)‏ هي بلدة وقرية تقع في الولايات المتحدة في إلينوي. يقدر عدد سكانها بـ 27,087 نسمة .

## التركيبة السكانية
حدّد مكتب تعداد الولايات المتحدة بيانات التركيبة السكانية لويلميت في تعداد الولايات المتحدة. في ما يلي، التركيبة السكانية حسب تعدادي 2000 و2010.

### تعداد عام 2000
بلغ عدد سكان ويلميت 27,651 نسمة بحسب تعداد عام 2000، وبلغ عدد الأسر 10,039 أسرة وعدد العائلات 7,727 عائلة مقيمة في القرية. في حين سجلت الكثافة السكانية 1,973.7 نسمة لكل كيلومتر مربع (5,111.9/ميل2). وبلغ عدد الوحدات السكنية 10,319 وحدة بمتوسط كثافة قدره 736.5 لكل كيلومتر مربع (1,907.5/ميل2).
وتوزع التركيب العرقي للقرية بنسبة 89.66% من البيض و0.56% من الأمريكيين الأفارقة و0.04% من الأمريكيين الأصليين و8.16% من الأمريكيين ذوي الأصول الآسيوية و0.01% من سكان جزر المحيط الهادئ و0.42% من الأعراق الأخرى و1.15% من عرقين مختلطين أو أكثر و2.08% من الهسبانيون أو اللاتينيون من أي عرق.
بلغ عدد الأسر 10,039 أسرة كانت نسبة 41.2% منها لديها أطفال تحت سن الثامنة عشر تعيش معهم، وبلغت نسبة الأزواج القاطنين مع بعضهم البعض 68.9% من أصل المجموع الكلي للأسر، ونسبة 6.4% من الأسر كان لديها معيلات من الإناث دون وجود شريك، بينما كانت نسبة 1.7% من الأسر لديها معيلون من الذكور دون وجود شريكة وكانت نسبة 23% من غير العائلات. تألفت نسبة 21.1% من أصل جميع الأسر من عدة أفراد يعيشون في نفس المنزل ونسبة 12.1% كانت تتألف من شخص يعيش بمفرده يبلغ من العمر 65 عاماً أو أكثر. وبلغ متوسط حجم الأسرة المعيشية 2.73، أما متوسط حجم العائلات فبلغ 3.19.
بلغ العمر الوسطي للسكان 42.2 عاماً. وكانت نسبة 29.7% من القاطنين تحت سن الثامنة عشر، وكانت نسبة 3.6% بين الثامنة عشر والرابعة والعشرين عاماً، ونسبة 21.7% كانت واقعةً في الفئة العمرية ما بين الخامسة والعشرين والرابعة والأربعين عاماً، ونسبة 27.7% كانت ما بين الخامسة والأربعين والرابعة والستين، ونسبة 16.4% كانت ضمن فئة الخامسة والستين عاماً فما فوق. يوجد لكل 100 أنثى 92.7 ذكر، ويوجد لكل 100 أنثى في الثامنة عشر من عمرها فما فوق 86.0 ذكر.
بلغ متوسط دخل الأسرة في القرية 126,786 دولارًا، أما متوسط دخل العائلة فبلغ 150,000 دولارًا. وكان متوسط دخل الذكور 100,001 دولارًا مقابل 54,375 دولارًا للإناث. وسجل دخل الفرد الخاص بالقرية 65,455 دولارًا. وكانت نسبة 1.3% من العائلات ونسبة 2.4% من السكان تحت خط الفقر، وكان من هؤلاء نسبة 1.2% تحت سن الثامنة عشر ونسبة 5.8% في الخامسة والستين من العمر وما فوق.

### تعداد عام 2010
بلغ عدد سكان ويلميت 27,087 نسمة بحسب تعداد عام 2010، وبلغ عدد الأسر 9,742 أسرة وعدد العائلات 7,533 عائلة مقيمة في القرية. في حين سجلت الكثافة السكانية 1,933.4 نسمة لكل كيلومتر مربع (5,007.5/ميل2). وبلغ عدد الوحدات السكنية 10,290 وحدة بمتوسط كثافة قدره 734.5 لكل كيلومتر مربع (1,902.3/ميل2).
وتوزع التركيب العرقي للقرية بنسبة 85.46% من البيض و0.79% من الأمريكيين الأفارقة و0.06% من الأمريكيين الأصليين و10.77% من الأمريكيين ذوي الأصول الآسيوية و0.03% من سكان جزر المحيط الهادئ و0.78% من الأعراق الأخرى و2.11% من عرقين مختلطين أو أكثر و3.33% من الهسبانيون أو اللاتينيون من أي عرق.
بلغ عدد الأسر 9,742 أسرة كانت نسبة 40.4% منها لديها أطفال تحت سن الثامنة عشر تعيش معهم، وبلغت نسبة الأزواج القاطنين مع بعضهم البعض 68.3% من أصل المجموع الكلي للأسر، ونسبة 7.1% من الأسر كان لديها معيلات من الإناث دون وجود شريك، بينما كانت نسبة 2% من الأسر لديها معيلون من الذكور دون وجود شريكة وكانت نسبة 22.7% من غير العائلات. تألفت نسبة 20.8% من أصل جميع الأسر من عدة أفراد يعيشون في نفس المنزل ونسبة 12.2% كانت تتألف من شخص يعيش بمفرده يبلغ من العمر 65 عاماً أو أكثر. وبلغ متوسط حجم الأسرة المعيشية 2.77، أما متوسط حجم العائلات فبلغ 3.23.
بلغ العمر الوسطي للسكان 44.8 عاماً. وكانت نسبة 29.4% من القاطنين تحت سن الثامنة عشر، وكانت نسبة 4.7% بين الثامنة عشر والرابعة والعشرين عاماً، ونسبة 16.3% كانت واقعةً في الفئة العمرية ما بين الخامسة والعشرين والرابعة والأربعين عاماً، ونسبة 32.8% كانت ما بين الخامسة والأربعين والرابعة والستين، ونسبة 16.8% كانت ضمن فئة الخامسة والستين عاماً فما فوق. وتوزع التركيب الجنسي للسكان بنسبة 48% ذكور و52% إناث.

## أعلام
- ماري كلير كينغ
- نيكو تورتوليلا
- ديل مورتنسن
- بيل موري
- جويل موراي
- لويس بورجوازي
- جون جاي بيكر
- تشارلز ر. مورين
- كينيث إل. ويلسون
- بيك بينيت